# Ningura Napurrula
Ningura Napurrula, née en 1938 à Watulka et décédée en novembre 2013 à Kintore, est une artiste aborigène australienne, de langue et de groupe Ngaatjatjarra.

## Biographie
Ningura Napurrula est née en 1938, à Watulka, dans le désert occidental australien, au sud de l'implantation ultérieure (dans les années 1980) de la communauté de Kiwirrkura (en).
Elle a réalisé sa première peinture pour Papunya Tula Artists en 1996. En 1999, elle a également contribué à la peinture Kintore women’s pour le projet de collecte de fonds nécessaire à un système de dialyse dans le désert. En 2000, sa première exposition en solo a été organisée par la galerie William Mora de Melbourne. En 2003 elle a été choisie, avec quatre autres artistes de Papunya, pour avoir leurs œuvres représentées sur des timbres de la poste australienne. Ningura Napurrula peint les histoires Tingari  en lien avec son territoire, la région de Kiwirrkura.
Elle est connue en France pour avoir été l'une des artistes invitées à décorer les plafonds (administratifs) du Musée du quai Branly en 2006. Le plafond du 1er étage est décoré d'une fresque créée par Ningura. Visibles depuis la rue de l'Université, cette œuvre se mêle aux reflets de la tour Eiffel,,.

## Musées présentant ses œuvres
- National Gallery of Australia, Canberra
- Musée du quai Branly, Paris
- Musée des Confluences, Lyon
- Hood Museum of Art, Hanover, États-Unis
- National Gallery of Victoria, Melbourne
- Art Gallery of New South Wales
- Museum of Northern Territories, Darwin
- Australian pst stamp Issue 2003 Papunya Tula Artists.